# Ізотома зелена
Ізотома зелена (Isotoma viridis) — вид колембол з родини ізотомід (Isotomidae).

 Звичайний вид, широко поширений в Голарктиці. Трапляється на луках і сільськогосподарських полях. Вид харчується гіфами грибів і гнилим листям.